# Asplenium kukkonenii
Asplenium kukkonenii är en svartbräkenväxtart som beskrevs av Ronald Louis Leo Viane och Reichst. Asplenium kukkonenii ingår i släktet Asplenium och familjen Aspleniaceae. Inga underarter finns listade.